# Kai Heerings
Kai Heerings (Amsterdam, 12 januari 1990) is een Nederlands voetballer die bij voorkeur als verdediger speelt.

## Carrière
Heerings stroomde in 2011 door vanuit de jeugd van FC Utrecht. Hij maakte op 20 augustus 2011 zijn debuut in het betaald voetbal, toen hij het met de hoofdmacht van FC Utrecht opnam tegen Vitesse. In 2010 tekende hij zijn eerste contract bij de club, met een looptijd van twee seizoenen en een optie voor eenzelfde periode. Heerings maakte uiteindelijk vier jaar deel uit van het eerste team van FC Utrecht, met als hoogtepunt een vijfde plaats in de Eredivisie in het seizoen 2012/13. Zelf deed hij dat jaar in zeventien competitiewedstrijden mee.
Heerings tekende in mei 2015 een contract van juli 2015 tot juli 2016 bij SC Cambuur, met een optie voor nog een seizoen. Hier speelde hij vijf competitiewedstrijden, waarna de club hem in januari 2016 voor de rest van het seizoen 2015/16 verhuurde aan Helmond Sport, in de Eerste divisie.
Heerings tekende in juni 2016 een contract tot medio 2018 bij SKN Sankt Pölten, dat in het voorgaande seizoen kampioen werd in de Erste Liga en zo promoveerde naar de Bundesliga. Hij verruilde medio 2017 FC 08 Homburg voor Fortuna Sittard. Met de club promoveerde hij in 2018 naar de Eredivisie. In 2019 liep zijn contract af. In september 2019 verbond Heerings zich voor twee seizoenen aan NorthEast United dat uitkomt in de Indian Super League.
Heerings tekende in augustus 2020 een eenjarig contract bij MVV Maastricht, dat hem transfervrij overnam. In januari 2021 vertrok Heerings bij MVV. Hij speelde 11 wedstrijden voor de club uit Maastricht. Vervolgens ging naar THOI Lakatamia op Cyprus dat uitkwam in de B' Kategoria.
Medio 2021 vervolgde Heerings zijn carrière bij het Spakenburgse V.V. IJsselmeervogels en speelt hij in het seizoen 2021/22 in de Tweede divisie. In de zomer van 2023 keert hij terug bij Ajax.

## Carrièrestatistieken
| Seizoen                        | Club                | Land            | Competitie           | Competitie | Competitie | Beker | Beker | Internationaal | Internationaal | Overig | Overig | Totaal | Totaal |
| Seizoen                        | Club                | Land            | Competitie           | Wed.       | Dlp.       | Wed.  | Dlp.  | Wed.           | Dlp.           | Wed.   | Dlp.   | Wed.   | Dlp.   |
| ------------------------------ | ------------------- | --------------- | -------------------- | ---------- | ---------- | ----- | ----- | -------------- | -------------- | ------ | ------ | ------ | ------ |
| 2011/12                        | FC Utrecht          | Nederland       | Eredivisie           | 4          | 0          | 0     | 0     | 0              | 0              | 0      | 0      | 4      | 0      |
| 2012/13                        | FC Utrecht          | Nederland       | Eredivisie           | 17         | 0          | 0     | 0     | 0              | 0              | 0      | 0      | 17     | 0      |
| 2013/14                        | FC Utrecht          | Nederland       | Eredivisie           | 28         | 1          | 4     | 0     | 2              | 0              | 0      | 0      | 34     | 1      |
| 2014/15                        | FC Utrecht          | Nederland       | Eredivisie           | 14         | 0          | 1     | 0     | 0              | 0              | 0      | 0      | 15     | 0      |
| 2015/16                        | SC Cambuur          | Nederland       | Eredivisie           | 5          | 0          | 1     | 0     | 0              | 0              | 0      | 0      | 6      | 0      |
| 2015/16                        | → Helmond Sport     | Nederland       | Eerste divisie       | 10         | 1          | 0     | 0     | 0              | 0              | 0      | 0      | 10     | 1      |
| 2016/17                        | SKN Sankt Pölten    | Oostenrijk      | Bundesliga           | 3          | 0          | 3     | 0     | 0              | 0              | 3      | 0      | 9      | 0      |
| 2016/17                        | FC 08 Homburg       | Duitsland       | Regionalliga Südwest | 14         | 0          | 0     | 0     | 0              | 0              | 0      | 0      | 14     | 0      |
| 2017/18                        | Fortuna Sittard     | Nederland       | Eerste divisie       | 11         | 0          | 0     | 0     | 0              | 0              | 0      | 0      | 11     | 0      |
| 2018/19                        | Fortuna Sittard     | Nederland       | Eredivisie           | 21         | 0          | 2     | 0     | 0              | 0              | 0      | 0      | 23     | 0      |
| 2019/20                        | NorthEast United FC | India           | Indian Super League  | 11         | 0          | 0     | 0     | 0              | 0              | 0      | 0      | 11     | 0      |
| 2020/21                        | MVV Maastricht      | Nederland       | Eerste divisie       | 11         | 0          | 0     | 0     | 0              | 0              | 0      | 0      | 11     | 0      |
| 2020/21                        | THOI Lakatamia      | Cyprus          | B' Kategoria         | 10         | 1          | 0     | 0     | 0              | 0              | 0      | 0      | 10     | 1      |
| Carrière totaal                | Carrière totaal     | Carrière totaal | Carrière totaal      | 159        | 3          | 11    | 0     | 2              | 0              | 3      | 0      | 175    | 3      |
| Bijgewerkt op 21 augustus 2021 |                     |                 |                      |            |            |       |       |                |                |        |        |        |        |